# Ritamäki
Ritamäki este o arie protejată (arie specială de conservare — SAC, sit de importanță comunitară — SCI) din Suedia întinsă pe o suprafață de 16 ha, integral pe uscat.

## Localizare
Centrul sitului Ritamäki este situat la coordonatele 60°08′59″N 12°32′28″E / 60.1496°N 12.5411°E.

## Înființare
Situl Ritamäki a fost declarat sit de importanță comunitară în decembrie 1995 pentru a proteja un număr necunoscut de specii din flora spontană și fauna sălbatică aflate în arealul zonei. Situl a fost protejat și ca arie specială de conservare în martie 2011.

## Biodiversitate
Situată în ecoregiunea boreală, aria protejată conține 2 habitate naturale: Mlaștini turboase de tranziție și turbării mișcătoare, Fânețe montane.
La baza desemnării sitului se află un număr nedeclarat de specii protejate.